# حسانا فله
حسانا فلّه هو مهرجان سنوي يقام في محافظة الأحساء الواقعة شرق المملكة العربية السعودية، وقد بدأت النسخة الأولى من المهرجان سنة 1426 هـ وهو مستمر حتى الآن.